# Франчук Анатолій Романович
Анатолій Романович Франчук (8 вересня 1935 — 7 липня 2021) — кандидат економічних наук (1989); колишній народний депутат України.

## Біографія
Народився 8 вересня 1935 року у селі Володимирівка, Іллінецького району Вінницької області. Українець.

## Родина
- Батько — Роман Михайлович, колгоспник,
- мати — Єлизавета Арсенівна, колгоспник,
- сини Ігор,
- дочка Ірина.

## Освіта
Красноярський політехнічний інститут (вечірнє відділення), радіоінженер-конструктор.
Академія народного господарства при Раді міністрів СРСР, економіст; кандидатська дисертація «Вплив гнучких виробничих систем на соціально-економічну ефективність виробництва» (Академія народного господарства, міста Москви, 1989).

## Кар'єра
- 1951 — 1952 рр. — учень школи механізації при Іллінецькій МТС.
- 1952–1954 рр. — тракторист Іллінецької МТС.
- 1954–1958 рр. — служба на флоті.
- За комсомольською путівкою працював на будівництві Красноярської ГЕС.
- Працював на Красноярському заводі ВПК: учнем слюсаря, слюсарем, електриком, майстром, старшим майстром, начальником бюра технічного контролю, заступником начальника цеху.
- 1968 року — начальник цеху, головний інженер, заводу ВПК, місто Алма-Ата.
- 1975 року — директор радіотехнічного заводу «Спутник», БРСР.
- 1978 року — слухач Академії народного господарства при Раді міністрів СРСР; генеральний директор Сімферопольського ВО «Фотон».
- Травень 1986 року — заступник міністра.
- 1988 року — перший заступник міністра промисловості засобів зв'язку СРСР.
- 7 лютого 1990 року по 22 березня 1991 року — перший заступник голови виконкому, начальник Головного планово — економічного управління Кримського облвиконкому.
- Березень 1991 року — перший заступник голови Ради міністрів Автономної Республіки Крим.
- Квітень — жовтень 1994 року — міністр з управління державними підприємствами Автономної Республіки Крим.
- 6 жовтня 1994 року 26 січня 1996 року — прем'єр-міністр Уряду Автономної Республіки Крим.
- 4 червня 1997 року 27 травня 1998 року — голова Ради міністрів Автономної Республіки Крим.

Народний депутат України 2-го скликання з грудня 1995 року (1-й тур) до квітня 1998 року, Керченський виборчій округ № 31, Республіка Крим, висунутий трудовим колективом. На час виборів — прем'єр-міністр Уряду Автономної Республіки Крим, безпартійний. Член групи «Конституційний центр» (до цього — член МДГ). Член Комітету з питань державного будівництва, діяльності рад і самоврядування. Народний депутат України 3-го скликання з березня 1998 року до квітня 2002 року, виборчій округ № 10, Автономна Республіка Крим. На час виборів — народний депутат України, голова Ради міністрів Автономної Республіки Крим. Позафракційний травень 1998 року грудень 1999 року, член фракції СДПУ(О) грудень 1999 року.
Член Комітету з питань будівництва, транспорту і зв'язку жовтень 1998 року лютий 2000 року.
Член Комітету з питань законодавчого забезпечення правоохоронної діяльності лютий 2000 року.
Член фракції «Єдина Україна» травень — липень 2002 року
Член фракції СДПУ(О) липень 2002 року — січень 2005 року, позафракційний січень — жовтень 2005 року
Член групи «Довіра народу» жовтень — грудень 2005 року, уповноважений представник фракції політичної партії «Відродження» грудень 2005 року.
Заступник голови Комітету з питань соціальної політики та праці червень 2002 року.
Березень 2006 року кандидат в народні депутати України від Партії «Відродження», № 11 в списку. На час виборів — народний депутат України, член Партії «Відродження».
Народний депутат України 4-го скликання з квітня 2002 року до квітня 2006 року, виборчій округ № 10, Автономна Республіка Крим, самовисування. «За» 27.57 %, 8 суперників. На час виборів — народний депутат України, член СДПУ(О).
З травня 2005 — заступник голови Партії «Відродження»; в.о. голови Партії «Відродження» листопад — грудень 2005 року.

## Наукові здобутки
Понад 60 праць в області економіки, інформатики, електроніки.[джерело?]

## Нагороди
Ордени Леніна, Жовтневої революції, 2 ордени Трудового Червоного Прапора. Лауреат Державного премії СРСР. Академік Академії економічних наук України, Міжнародної академії інформатизації.
Майстер спорту міжнародного класу з класичної боротьби.